# لوناوادا
لوناوادا (به انگلیسی: Lunavada) یک منطقهٔ مسکونی در هند است که در Lunavada Taluka واقع شده‌است. لوناوادا ۳۶٬۹۵۴ نفر جمعیت دارد.